# زايرا نارا
زايرا تاتيانا نارا (بالإسبانية: Zaira Nara)‏ هي مذيعة تلفزيونية أرجنتينية وعارضة أزياء. زايرا هي إسبانية أمريكية الأصل ووُلدت في 15 أغسطس 1988.

## سيرتها الذاتية
زايرا هي شقيقة واندا نارا، والتي احتلت في عام 2010 وفقاً لمجلة إف إتش إم المرتبة 47 ضمن أكثر النساء جاذبية في العالم. قامت زايرا بتمثيل علامات تجارية مثل مستحضرات هربال إسينز وماكدونالدز ولا سيرينسيما وجيليت وبانتين وفلابيلا. كما ظهرت في غلاف الطبعات الأرجنتينية لمجلة الكوزموبوليتان وصحة المرأة.

### حياتها المهنية
وُلدت زيرا نارا في مدينة بولوني سور مير بالأرجنتين. بدأت حياتها المهنية كعارضة طفلة ثم عارضة محترفة في مرحلة المراهقة لصالح دار دوتو للعارضات، لكنها تركتها في وقت لاحق من عام 2008 للانضمام إلى دار عارضات بوينس آيريس بوكالة ماوريسيو كاتارين حيث فازت بالعديد من عقود الإعلانات لتكون عارضة لبعض العلامات التجارية المرموقة من الملابس، واللانجري ومستحضرات التجميل. في عام 2010، نافست زارا كمتسابقة في عرض مارسيلو تينيلي بايلاندو 2010، حيث تم إقصاؤها في المركز التاسع، وكانت مضيفة لا كوكينا ديل شو. وفي عام 2011، فازت زارا بجائزة كرة القدم الوردية واستبدلت شقيقتها واندا في عرض بيلاندو 2011 عندما غادرت الأخيرة العرض بسبب حملها.

### حياتها الشخصية
أعلن لاعب كرة القدم الأوروجوياني دييجو فورلان في 9 مارس 2011 على صفحته على تويتر أنه وزايرا مخطوبان بعد عامين من قصة الحب. وفي يونيو 2011 أعلن كل منهما أنهم قد أنهيا خطوبتهما. وقالت زايرا بعد الانفصال «كل ما يمكنني قوله الآن هو الحمد لله أنني لم أتزوج!». واعدت زايرا لاعب التنس خوان موناكو من أكتوبر 2011 إلى نوفمبر 2014. وانخرطت زيرا في علاقة مع جاكوب فون بلاسين في أبريل 2015 حيث أعلن الزوجان عن الحمل الأول لزايرا في أكتوبر 2015. أنجب زيرا وجاكوب ماليكا فون بلاسين في 6 أبريل 2016.